# Aimer ce que nous sommes
Albums de Christophe
Olympia 2002
(2003) Paradis retrouvé
(2013)
Aimer ce que nous sommes est le treizième album studio de Christophe sorti le 30 juin 2008.
Album aux ressources très expérimentales, il est souvent considéré par les critiques professionnelles comme le meilleur de l'artiste.

## Liste des titres de l'album
| No  | Titre                            | Durée |
| --- | -------------------------------- | ----- |
| 1.  | Wo wo wo wo                      | 3:35  |
| 2.  | Magda                            | 4:51  |
| 3.  | Mal comme                        | 4:33  |
| 4.  | It Must Be a Sign                | 4:54  |
| 5.  | T'aimer fol'ment                 | 5:09  |
| 6.  | Tonight Tonight                  | 4:44  |
| 7.  | Panorama de Berlin               | 5:52  |
| 8.  | Stand 14                         | 4:21  |
| 9.  | Interview de...                  | 4:40  |
| 10. | Odore di femina                  | 7:34  |
| 11. | Tandis que                       | 4:25  |
| 12. | Parle lui de moi                 | 6:27  |
| 13. | Lita / Les voyageurs du train... | 17:54 |

## Musiciens
- Chœurs : Christophe, Sara Forestier
- Batterie et percussions : Carmine Appice, Steve Argüelles
- Piano/Synthétiseurs : Christophe, Christophe Van Huffel, Pierre Bastaroli
- Guitare : Christophe Van Huffel
- Saxophone : Stan Harrison
- Voix : Christophe, Isabelle Adjani (sur Wo wo wo wo), Denise Colomb (sur It must be a sign)
- Basse : Christophe Van Huffel, Didier Perrin
- Trompette : Erik Truffaz
- Saxophone : Renaud Gabriel Pion

Les Voyageurs du train, la seconde partie du dernier titre de l'album est la mention des musiciens ayant participé aux sessions d'enregistrement par Daniel Filipacchi au micro, "très fier et très flatté de pouvoir vous présenter le dernier disque de mon ami Christophe".

## Classements
| Chart    | Meilleur classement | Nombre de semaines dans le Top 50 | Certification |
| -------- | ------------------- | --------------------------------- | ------------- |
| France   | 4                   | 10                                |               |
| Belgique | 6                   |                                   |               |
| Suisse   | 58                  |                                   |               |